# APTX4869
APTX4869 o Apotoxin4869 es la droga ficticia que encogió al detective Shinichi Kudo en el aclamado anime, Detective Conan. Esta droga fue creada por Sherry/Shiho Miyano (Ai Haibara) integrante de una organización involucrada en crímenes.
Esta organización es también llamada Organización de los Hombres de Negro que fue quien le dio la droga a Shinichi Kudo convirtiéndolo en Conan Edogawa. Éste a lo largo de la serie descubre que es una organización maligna y que tiene pensado crímenes a gran escala.
A su vez, Sherry trata de suicidarse ya que se rebela contra la organización que ha matado a su hermana, por eso se traga una cápsula de la droga APTX4869; pero al ocurrirle lo mismo que a Shinichi Kudo, ella logra escapar de la organización y se refugia en la casa del profesor Agasa. Con un cambio de nombre, Sherry pasa a llamarse Ai Haibara y de esta manera permanece oculta y cerca de su nuevo compañero Conan Edogawa.
De esta manera, ambos reducidos corporalmente a la edad de 7 años, y conservando aún su inteligencia adulta, tratan de perseguir a los hombres de negro para obtener la droga una vez más y de esta manera volver a su cuerpo original.
- Según se cree, tiene una probabilidad de efecto mortal del 90%.

## Fundamento
Según se revela los episodios: "El reencuentro con los hombres de negro (Historia de Haibara)", "El reencuentro con los hombres de negro (Historia de Conan)", "El reencuentro con los hombres de negro (Caso resuelto)"; esta droga afecta el proceso de apoptosis celular y causa la muerte sin poder ser identificada en la autopsia.
En este mismo capítulo se afirma que, por alguna razón no del todo clara, al beberse un licor chino (Baikal) combinado con una hipertermia (exceso de temperatura corporal) anula temporalmente el efecto empequeñecedor de esta apotoxina. La hipótesis más probable es que, para hacer efecto, la droga requiere provocar un alto grado de calor corporal en la víctima, lo cual, unido a la influencia de algún ingrediente en el licor bebido en ese estado, produce un "efecto antídoto" temporal.
- Datos: Q616661